# Nur Izlyn Zaini
Nur Izlyn Zaini (* 21. April 1990 in Singapur) ist eine Hürdenläuferin, die sich auf die 100-Meter-Distanz spezialisiert hat.

## Sportliche Laufbahn
Erste internationale Erfahrungen sammelte Trần Thị Yến im Jahr 2014, als sie bei den Olympischen Jugendspielen in Nanjing in 15,60 s den vierten Platz im C-Finale belegte. Im Jahr darauf nahm sie erstmals an den Südostasienspielen in Singapur teil und erreichte dort in 16,95 s Rang sieben. Zwei Jahre später gewann sie bei den Südostasienspielen in Kuala Lumpur mit neuem Landesrekord von 14,14 s die Bronzemedaille im Hürdensprint hinter der Vietnamesin Trần Thị Yến und Nursheena Azhar Raja aus Malaysia. Zudem belegte sie mit der singapurischen 4-mal-100-Meter-Staffel mit Landesrekord von 44,96 s den vierten Platz. 2018 nahm sie an den Asienspielen in Jakarta teil, schied dort aber mit 14,53 s im Vorlauf aus und auch mit der Staffel reichten 45,93 s nicht für den Finaleinzug. Im Jahr darauf gewann sie bei den Südostasienspielen in Capas in 13,92 s die Bronzemedaille hinter der Indonesierin Emilia Nova und der Vietnamesin Trần. 2022 gelangte sie bei den Südostasienspielen in Hanoi mit neuem Landesrekord von 13,87 s auf Rang fünf.

## Persönliche Bestleistungen
- 100 m Hürden: 13,87 s (0,0 m/s), 16. Mai 2022 in Hanoi (singapurischer Rekord)
  - 60 m Hürden (Halle): 8,53 s, 18. Februar 2019 in Birmingham (singapurischer Rekord)